# Chính sách thị thực của Bénin

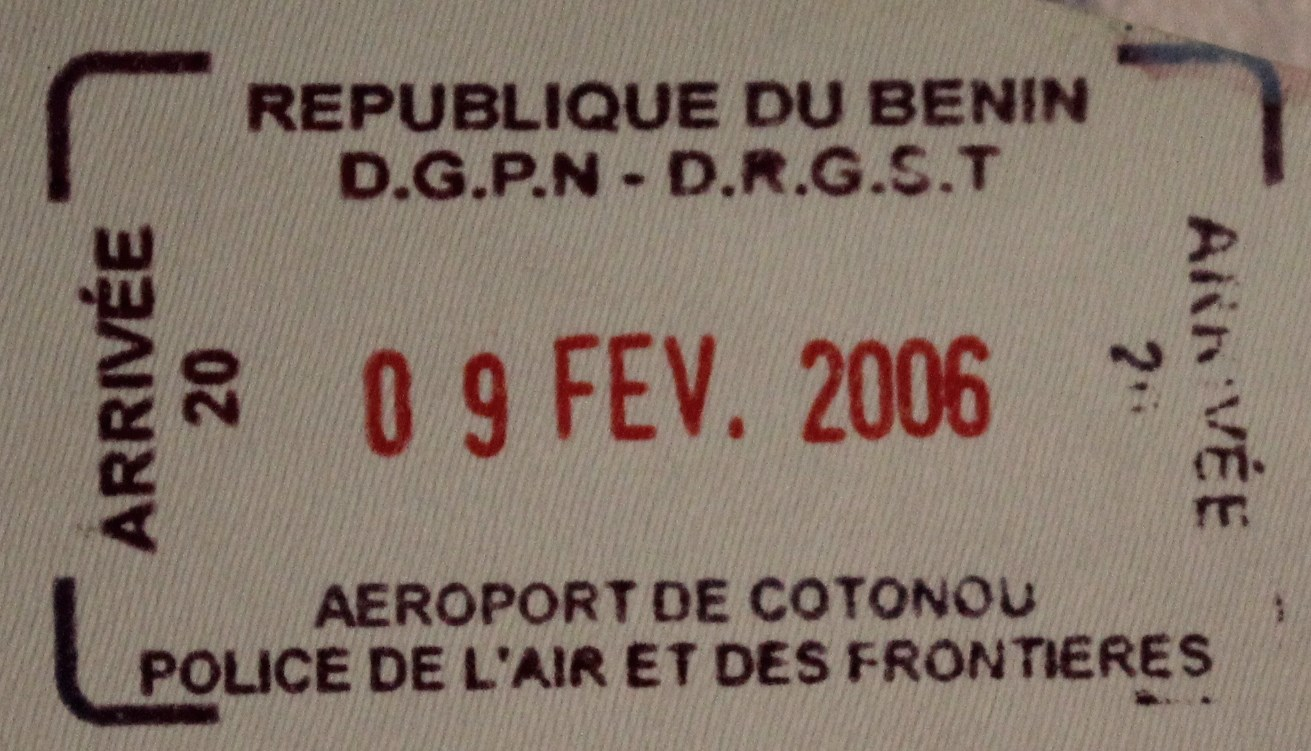
Dấu nhập cảnh Bénin được cấp tại sân bay Cadjehoun

Du khách đến Bénin phải xin thị thực từ một trong những phái bộ ngoại giao Bénin hoặc trực tuyến trừ khi họ đến từ một trong những quốc gia được miễn thị thực.

## Bản đồ chính sách thị thực

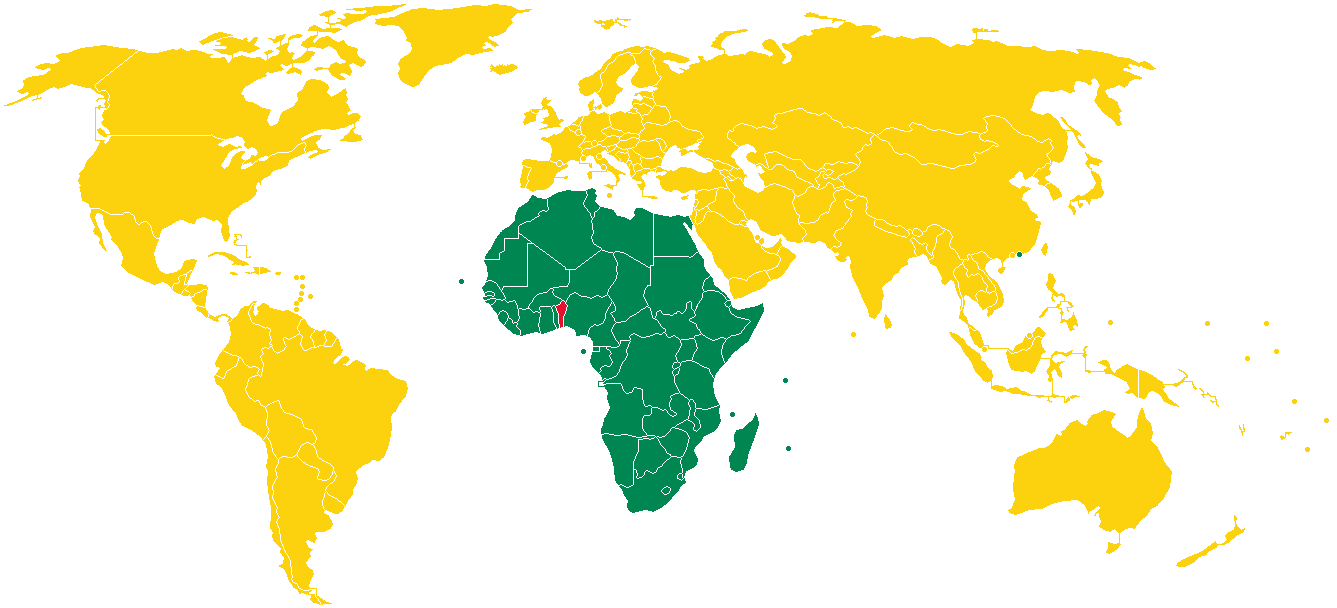
Chính sách thị thực Benin
Benin
Miễn phí
Thị thực điện tử

## Miễn thị thực
Công dân của 57 quốc gia và vùng lãnh thổ sau có thể đến Bénin không cần thị thực lên đến 90 ngày:
| - Tất cả các nước châu Phi - Hồng Kông (14 ngày) |

Công dân Trung Quốc có hộ chiếu để làm việc công không cần thị thực để ở lại tối đa 90 ngày.
Ngoài ra, người sở hữu hộ chiếu ngoại giao/công vụ của Brasil, Cuba, Pháp, Haiti, Iran (1 tháng), Israel, Ý, Mexico, Nga, Hàn Quốc, Thụy Sĩ và Thổ Nhĩ Kỳ không cần thị thực.
Miễn thị thực vởi người sở hữu 'Giấy phép Spéciale d'Entrée' đến để tham gia tàu Mercy.

## Thị thực điện tử
Bénin giới đưa ra thực điện tử vào ngày 1 tháng 1 năm 2018, nó có hiệu lực với tất cả du khách mà cần xin thị thực để đến Bénin.